# Férfi 3 méteres szinkronugrás a 2011-es úszó-világbajnokságon
A férfi 3 méteres szinkronugrást a 2011-es úszó-világbajnokságon július 19-én rendezték meg. Reggel a selejtezőt és este a döntőt.

## Eredmény
Zölddel kiemelve a döntőbe jutottak
| Helyezés  | Ugró                                     | Nemzetiség | Selejtező | Selejtező | Döntő     | Döntő    |
| Helyezés  | Ugró                                     | Nemzetiség | Pont      | Helyezés  | Pont      | Helyezés |
| --------- | ---------------------------------------- | ---------- | --------- | --------- | --------- | -------- |
| Aranyérem | Csin Kaj Lo Jü-tung                      | CHN        | 452.19    | 1         | 463.98    | 1        |
| Ezüstérem | Ilja Zaharov Jevgenyij Kuznyecov         | RUS        | 438.75    | 2         | 451.89    | 2        |
| Bronzérem | Julián Sánchez Yahel Castillo            | MEX        | 384.99    | 6         | 437.61    | 3        |
| 4         | Kristian Ipsen Troy Dumais               | USA        | 410.64    | 4         | 429.06    | 4        |
| 5         | Patrick Hausding Stephan Feck            | GER        | 413.91    | 3         | 414.39    | 5        |
| 6         | Olekszij Prihorov Olekszandr Horskovozov | UKR        | 380.52    | 7         | 412.20    | 6        |
| 7         | Christopher Mears Nick Robinson-Baker    | GBR        | 375.66    | 8         | 403.68    | 7        |
| 8         | Matthieu Rosset Damien Cely              | FRA        | 399.30    | 5         | 402.36    | 8        |
| 9         | Sakai Sho Okamoto Ju                     | JPN        | 371.55    | 10        | 395.19    | 9        |
| 10        | Michele Benedetti Tommaso Rinaldi        | ITA        | 372.36    | 9         | 381.63    | 10       |
| 11        | Eirik Valheim Espen Valheim              | NOR        | 355.17    | 11        | 379.74    | 11       |
| 12        | Chola Chanturia Shota Korakhashvili      | Grúzia     | 354.93    | 12        | 365.13    | 12       |
| 16.5      | H09.5                                    |            |           |           | 00:55.635 | O        |
| 13        | Yorick de Bruijn Ramon de Meijer         | NED        | 350.10    | 13        |           |          |
| 14        | Deyne Castellanos Jorge Luis Pupo        | CUB        | 345.63    | 14        |           |          |
| 15        | Alexandros Manos Stefanos Paparounas     | GRE        | 342.30    | 15        |           |          |
| 16        | Chow Ho Wing Poon Wai Ching Jason        | HKG        | 308.46    | 16        |           |          |
| 17        | Ignas Barkauskas Sergej Baziuk           | LTU        | 301.77    | 17        |           |          |
| 18        | Luthfi Niko Abdillah Andriyan Andriyan   | INA        | 286.98    | 18        |           |          |
| 19        | Diego Carquin Donato Neglia              | CHI        | 276.90    | 19        |           |          |
| 20        | Dmitriy Sorokin Farid Gurbanov           | AZE        | 220.71    | 20        |           |          |